# Дюи - Хъмбоулт
Дюи – Хъмбоулт (на английски: Dewey-Humboldt) е град в окръг Явапай, щата Аризона, САЩ. Дюи – Хъмбоулт е с население от 3774 жители (2007) и обща площ от 59,3 km². Намира се на 1396 m надморска височина.